# (5087) Emelʹyanov
(5087) Emelʹyanov est un astéroïde de la ceinture principale.

## Description
(5087) Emelʹyanov est un astéroïde de la ceinture principale. Il fut découvert le 12 septembre 1978 à Naoutchnyï par Nikolaï Tchernykh. Il présente une orbite caractérisée par un demi-grand axe de 2,74 UA, une excentricité de 0,01 et une inclinaison de 4,9° par rapport à l'écliptique.

## Compléments